# FV430
La serie FV430 è una famiglia di veicoli da combattimento della fanteria del British Army che comprende diverse versioni specializzate, tutte costruite sullo stesso telaio. Il più comune della serie è il FV432 corazzato da trasporto truppa.

## Sviluppo
Come l'analogo (e coevo) M113, gli FV430 si sono dimostrati molto longevi. Anche se il progetto risale agli anni 1960 ed alcuni modelli sono stati ritirati dal servizio e sostituiti da versioni della famiglia CVR(T) e dal FV510 Warrior, molti esemplari sono ancora in dotazione ai reparti e stanno ricevendo aggiornamenti soprattutto nella motoristica. Anche se la serie FV430 è stata in servizio per lungo tempo e alcuni dei disegni era stato sostituito in tutto o in parte da veicoli quali quelli del (T) o l'intervallo CVR Warrior, molti sono stati mantenuti e stanno ricevendo aggiornamenti.

## Tecnica
Il telaio FV430 è un cingolato convenzionale occidentale, con motore anteriore e la posizione di guida a destra. Il portello del capocarro è direttamente dietro la postazione del conduttore e dispone di una ralla con mitragliatrice. L'accesso al vano di trasporto avviene tramite un portellone posteriore incernierato lateralmente e nella maggior parte dei modelli è disponibile un grande portello circolare sul cielo del vano di carico. In ottemperanza alla dottrina dell'epoca, che prevedeva lo sbarco della squadra di fanteria per il combattimento, non sono presenti feritoie ed il personale non può fare fuoco dall'interno del mezzo se non sporgendosi dal portello superiore.
Il veicolo è anfibio e dispone sul muso di una paratia da abbassare al momento dell'entrata in acqua per migliorare il profilo idrodinamico. In acqua raggiunge la velocità di 6 km/h.
L'armamento di base, quando presente, è limitato ad una mitragliatrice L37 in 7,62 NATO montata in ralla scoperta. Sono presenti inoltre due batterie di tre mortai lanciafumogeni sulla parte anteriore del mezzo.

## Versioni
Le diverse varianti secondo la nomenclatura del British Army:
- FV431: trasporto materiali corazzato; gli venne preferito il 6x6 Alvis Stalwart.
- FV432: veicolo trasporto truppe.
- FV433 Abbot SPG: semovente d'artiglieria da 105 mm prodotto dalla Vickers.
- FV434 "Carrier, Maintenance, Full Tracked": veicolo di manutenzione dei Royal Electrical and Mechanical Engineers (REME) con gru idraulica da 3050 kg; equipaggio: 4.
- FV435 Wavell: veicolo posto radio e comunicazioni.
- FV436: versione posto comando; alcuni furono dotati di radar Green Archer, poi sostituito dal Cymbeline.
- FV437 Pathfinder: basato FV432, munito di idrogetti; rimasto allo stato di prototipo.
- FV438 Swingfire: lanciamissili guidati.
- FV439: in diversi modelli per il genio trasmissioni.
- FV430 Mk 3 Bulldog: versione aggiornata immessa in servizio in Iraq nel 2007.